# マネー・リザーブ・ファンド
マネー・リザーブ・ファンド（Money Reserve Fund、略称：MRF）は非常に換金性・流動性の高い公共債型投資信託の一種。
類似の投資信託としてマネー・マネージメント・ファンド（MMF）がある。

## 概要
日本の証券口座では、株式や投資信託など金融商品を買い付ける際のプール資金（銀行での当座預金に該当）として、従来は「預かり金（預かり勘定）」と言う証券会社に無利息で資金を預ける方法しかなかった。「預かり金」は金融商品購入に充当するか、顧客が払い戻し（出金）を求めるまでは証券会社（法人）の私有財産となるため、その証券会社が倒産した場合は預かり金残高が保証されないリスクが存在した。そのため、1990年代に信用度の高い日本国債などの短期債券を投資対象とし、換金性に特化したMRFが開発され、証券口座の入出金に応じてMRFを自動的に購入・売却する仕組みが図られた。なお、運用期間は1日で、毎日決算が行われて残高に応じて分配金が支払われる（利回りがきわめて低いため、元本が少額であれば切り捨てられる）。そして1日単位で自動継続されている。

### 商品性
MRFは普通預金に近い商品であり、1円以上1円単位で購入及び即時解約が可能で、購入手数料は不要である。プール資金としての性質からローリスク・ローリターンであり、預金での利子に相当する分配金の運用利回りは円建てMMFよりも相対的に低い。また、MRF口座による入出金を前提とした証券口座は特に「証券総合取引口座」と称されており、クレジットカード代金の引き落とし口座として、MRF資金を自動解約させ決済する形で口座振替させることも一部業者（大和証券・マネックス証券など）で可能である。

### 投資者保護
預かり金については証券業界で預金保険制度に相当する投資者保護基金が設置されることになったが、元本保証は1000万円までの為、現在の証券取引においてはMRFを通じた取引が主流である。MRFも元本は保証していないが、MRFの裏付けとなる運用資産に損失が発生していなければ顧客毎のMRF残高は目減りすることは無いからである。なお、顧客の預かり資産を証券会社の財産と分離させた事を「分別管理」と言い、証券口座におけるMRFは典型的な分別管理の代表例である。

ネット証券については「証券総合取引口座」にMRF口座がセットされている形態が殆どのため、口座開設時にMRFの目論見書の交付・確認を受ける。
また、信用取引・商品先物・くりっく株365など取引では性質上預かり金しか対応していない場合もあり、開設後の証券総合取引口座においてそれらを契約した場合はMRF口座が自動解約となり、預かり金口座に強制切り替えされるケースもある。対面取引の証券会社では口座開設時に「預かり金」か「MRF」を選択することができるが、信用取引などを行うのでなければMRF口座開設が推奨されている。
証券口座内で株式や投資信託といった金融商品を購入する場合は、受け渡し日（約定日から数えて3営業日）にMRFを自動的に解約して購入代金に充当することとなり、逆に保有商品を売却した場合は売却代金で受け渡し日（同様に約定日から数えて3営業日）にMRFを自動的に購入することとなる。また、証券口座からの出金はMRFを解約して行う。外国為替証拠金取引や外国株取引についてはMRFから専用口座へ振り替えさせる必要があるが、資金移動は即時に行われる。

### その他注意点
通常、証券会社を通じて投資信託の売買を行った場合は「約定通知書」が必ず口座に登録された住所に郵送あるいは電子交付されることになっているが、このMRFは売買頻度が非常に高いこともあり、その都度の通知は行わないと規定されている。証券総合取引口座での出金可能残高がMRFあるいは預かり金の残高であり、インターネットトレードや証券カードを用いてATMで残高照会を行うことができる。

アメリカにおけるMMF（マネー・マーケット・ファンド）は、これに近いものである。